# Hyainailouridae
Hyainailouridae — парафілетична родина викопних м'ясоїдних ссавців у межах вимерлого ряду Hyaenodonta. Скам'янілості цієї групи були знайдені в Азії, Африці, Північній Америці та Європі.

## Загальна характеристика
Hyainailouridae характеризуються довгим черепом, тонкими щелепами, струнким тілом, стопохідністю. Зазвичай вони мали розмір від 30 до 140 см висоти у плечах. У той час як деякі з них сягали довжини 3,2 м і ваги 1500 кг, більшість з них були в діапазоні 5—15 кг, що еквівалентно собакам середнього розміру. Анатомія їхніх черепів показує, що вони мали особливо гострий нюх, тоді як їхні зуби були пристосовані для нарізання, а не для дроблення. Принаймні одна лінія — Apterodontinae — мала напівводні видроподібні звички.

## Поширення
Вони були важливими гіперм'ясоїдними тваринами в Євразії та Африці протягом олігоцену, але поступово занепали до кінця олігоцену. Лише Megistotherium і кілька його родичів збереглися до міоцену.

## Класифікація
- родина: †Hyainailouridae (парафілетична група) (Pilgrim, 1932)
  - підродина: †Apterodontinae (Szalay, 1967)
    - рід: †Apterodon (Fischer, 1880)
    - рід: †Quasiapterodon (Lavrov, 1999)

  - підродина: †Hyainailourinae (парафілетична група) (Pilgrim, 1932)
    - рід: †Hemipsalodon (Cope, 1885)
    - рід: †Leakitherium (Savage, 1965)
    - рід: †Megistotherium (Savage, 1973)
    - рід: †Mlanyama (Rasmussen & Gutierrez, 2009)
    - рід: †Orienspterodon (Egi, 2007)
    - рід: †Pakakali (Borths & Stevens, 2017)
    - рід: †Simbakubwa (Borths & Stevens, 2019)
    - рід: †Thereutherium (Filhol, 1876)
    - триба: †Hyainailourini (парафілетична група) (Ginsburg, 1980)
      - рід: †Akhnatenavus (Holroyd, 1999)
      - рід: †Exiguodon (Morales & Pickford, 2017)
      - рід: †Falcatodon (Morales & Pickford, 2017)
      - рід: †Hyainailouros (Biedermann, 1863)
      - рід: †Isohyaenodon (Savage, 1965)
      - рід: †Kerberos (Solé, 2015)
      - рід: †Parapterodon (Lange-Badré, 1979)
      - рід: †Pterodon (Blainville, 1839)
      - рід: †Sectisodon (Morales & Pickford, 2017)
      - рід: †Sivapterodon (Ginsburg, 1980)

    - триба: †Metapterodontini (Morales & Pickford, 2017)
      - рід: †Metapterodon (Stromer, 1923)

    - триба: †Paroxyaenini (Lavrov, 2007)
      - рід: †Paroxyaena (Martin, 1906)

    - Incertae sedis:
      - †"Pterodon" africanus (Andrews, 1903)
      - †"Pterodon" phiomensis (Osborn, 1909)